# Xã Napoleon, Quận Henry, Ohio
Xã Napoleon (tiếng Anh: Napoleon Township) là một xã thuộc quận Henry, tiểu bang Ohio, Hoa Kỳ. Năm 2010, dân số của xã này là 9.796 người.